# The Stars (Are Out Tonight)
«The Stars (Are Out Tonight)» es una canción del músico británico David Bowie, publicada en el álbum de estudio The Next Day. Fue también el segundo sencillo del álbum, publicado como descarga digital el 25 de febrero de 2013 junto al videoclip oficial y también como vinilo de 7" en edición limitada el 20 de abril. En el Reino Unido, la canción fue incluida en la lista 2's Playlist de la BBC Radio en marzo de 2013. En diciembre de 2013, la canción fue nominada al premio Grammy en la categoría de mejor canción de rock.

## Composición y recepción
Según Eric B. Danton, de la revista Rolling Stone, la canción «comienza con un ritmo de fondo pesado y lento que se disuelve en una propulsiva línea de bajo cubierta con trozos de guitarra y sintetizadores atmosféricos, en un efecto reminiscente del antiguo Bowie». Andrew Trendell de Gigwise describió el tema como «un clásico feroz y vibrante de Bowie en la línea del material de su brillante Scary Monsters (and Super Creeps), mientras que el crítico de Billboard Eric B. Danton la calificó como un «retorno de Bowie al rock alternativo».

## Videoclip
El videoclip de «The Stars (Are Out Tonight)», dirigido por la canadiense Floria Sigismondi, fue estrenado el 25 de febrero de 2013. Contó con la participación del propio Bowie y de la actriz Tilda Swinton como su esposa, además de con la colaboración de Andreja Pejić y Saskia de Brauw. La modelo noruega Iselin Steiro interpreta el papel de un joven Bowie.

## Posición en listas
| Lista (2013)                       | Posición |
| ---------------------------------- | -------- |
| Países Bajos (Mega Single Top 100) | 88       |
| Israel (Media Forest)              | 9        |
| Irlanda (IRMA)                     | 89       |
| Japón (Japan Hot 100)              | 47       |
| Reino Unido (UK Singles Chart)     | 102      |

## Personal
- David Bowie: voz y guitarra acústica.
- David Torn: guitarra.
- Gerry Leonard: guitarra.
- Gail Ann Dorsey: bajo y coros.
- Tony Visconti: orquestación.
- Zachary Alford: batería.
- Sterling Campbell: batería.